# Adele Schopenhauer
Luise Adelheid (Adele) Lavinia Schopenhauer, född den 12 juli 1797 i Hamburg, död den 25 augusti 1849 i Bonn, var en tysk författare och silhuettkonstnär, dotter till Henriette Johanna Schopenhauer, syster till Arthur Schopenhauer.
Hennes Tagebücher utkom i 2 band 1909.

## Silhuettkonst

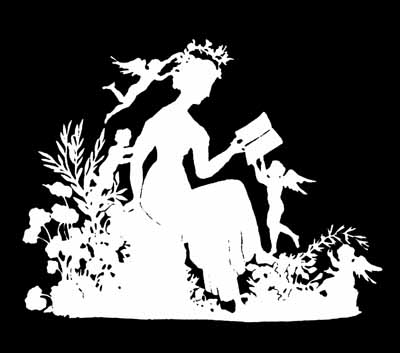
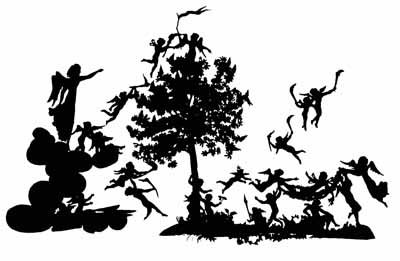
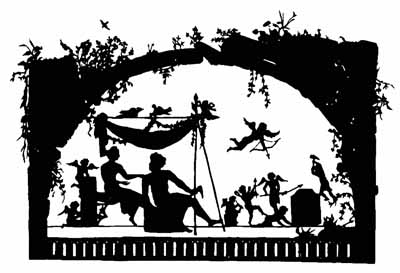
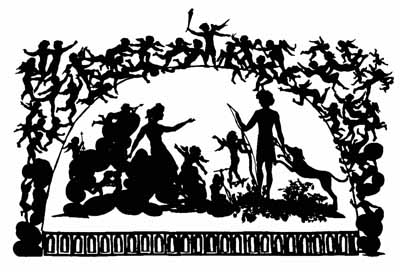
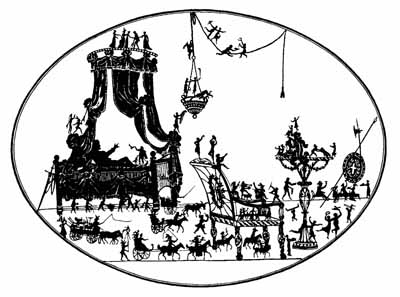
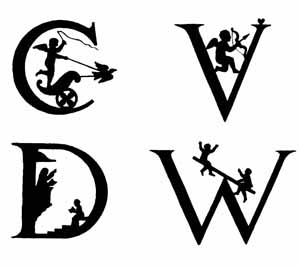